# Аветрана
Аветрана (італ. Avetrana, сиц. Avetrana) — муніципалітет в Італії, у регіоні Апулія,  провінція Таранто.
Аветрана розташована на відстані близько 480 км на схід від Рима, 115 км на південний схід від Барі, 45 км на схід від Таранто.
Населення — 6875 осіб (2014).
Покровитель — san Biagio.

## Демографія
Населення за роками:

Станом на 1 січня 2023 року в муніципалітеті офіційно проживало 145 іноземців з 34 країн, серед них 58 громадян країн Євросоюзу та 3 громадяни України.

## Сусідні муніципалітети
- Ерк'є
- Мандурія
- Нардо
- Порто-Чезарео
- Саліче-Салентино
- Сан-Панкраціо-Салентино